# Jordan Peele
Jordan Haworth Peele, född 21 februari 1979 i New York, är en amerikansk komiker, skådespelare, regissör och manusförfattare. 

## Biografi
Mellan 2003 och 2008 var Peele en del av skådespelarensemblen i sketchprogrammet MADtv. Där lärde han känna Keegan-Michael Key och tillsammans skapade de sketchprogrammet Key & Peele som sändes 2012 till 2015 på Comedy Central. För sitt arbete med programmet har han nominerats till sju Emmy Awards och vunnit en. Efter Key & Peele skrev och producerade han långfilmen Keanu som han även spelade huvudrollen i tillsammans med Key. Jordan Peele har även medverkat i TV-serier som Fargo och Childrens Hospital. 
År 2017 regidebuterade han med skräckfilmen Get Out som möttes av mycket goda recensioner. Filmen skildrar en man som konfronteras med oväntad rasism när han ska träffa sin flickväns familj. Get Out nominerades till flera priser, bland annat fyra Oscars, för Bästa film, Bästa regi, Bästa manliga huvudroll (Daniel Kaluuya) och Bästa originalmanus, vid Oscarsgalan 2018. Peele tilldelades en Oscar i kategorin Bästa originalmanus och blev därmed den första svarta författaren att vinna pris i kategorin. I sitt tacktal berättade Peele att han hade gett upp och slutat skriva manuset 20 gånger innan han slutförde det.
Han har två gånger varit med på Time 100-listan som årligen listar världens mest inflytelserika personer. År 2014 listades han tillsammans med Keegan-Michael Key och 2017 listades han ensam.
Jordan Peele är gift med komikern Chelsea Peretti sedan 2016. Tillsammans har de en son, född 2017.

## Filmografi i urval
- 2003–2008 – MADtv (TV-serie) (även manus)
- 2009 – Reno 911! (TV-serie)
- 2010–2015 – Childrens Hospital (TV-serie)
- 2010 – Little Fockers
- 2011 – Love Bites (TV-serie)
- 2012–2015 – Key & Peele (TV-serie) (även manus och produktion)
- 2012 – Wanderlust
- 2013 – The Mindy Project (TV-serie)
- 2013 – Workaholics (TV-serie)
- 2013 – Modern Family (TV-serie)
- 2014 – Fargo (TV-serie)
- 2014 – Drunk History (TV-serie)
- 2014 – Robot Chicken (TV-serie) (röst som Blade, samt olika andra röster)
- 2014 – Rick and Morty (TV-serie) (röst)
- 2014–2016 – Bob's Burgers (TV-serie)
- 2015 – Life in Pieces (TV-serie)
- 2015 – Wet Hot American Summer: First Day of Camp (TV-serie)
- 2015 – TripTank (TV-serie) (röst till olika karaktärer)
- 2016 – The Muppets (TV-serie)
- 2016 – Keanu (även manus och produktion)
- 2016 – Storkarna (röst som Beta Varg)
- 2016 – American Dad! (TV-serie) (röst)
- 2017 – Get Out (endast regi, manus och produktion)
- 2017 – Kapten Kalsong: Filmen (röst som Melvin Sneedly)
- 2017–nutid – Big Mouth (röst som Duke Ellingtons spöke, samt olika andra röster)
- 2018 – BlacKkKlansman (endast produktion)
- 2019 – Us (endast regi, manus och produktion)
- 2019 – Toy Story 4 (röst som Smacke)
- 2019–2020 – The Twilight Zone (TV-serie) (även manus och exekutiv produktion)
- 2020 – Hunters (TV-serie) (endast produktion)
- 2020 – Lovecraft Country (TV-serie) (endast exekutiv produktion)
- 2021 – Candyman (endast manus och produktion)
- 2022 – The Bob's Burger Movie (röst som Fanny)
- 2022 – Nope (endast regi)
- 2022 – Wendell & Wild (röst som Wild, samt även manus och produktion)
- 2024 – Monkey Man (endast produktion)